# Museo de Arte Moderno de Hokkaidō
El Museo de Arte Moderno de Hokkaidō (北海道立近代美術館 Hokkaidō-ritsu Kindai Bijutsukan?) es un museo en el barrio Chūō de Sapporo, capital de la prefectura de Hokkaidō en Japón. Inaugurado en 1977, su exposición se compone tanto obras de arte internacionales como regionales, especialmente de pintores y escultores relacionados con Hokkaidō. También posee una colección de cristalería modernista y contemporánea, así como lienzos de autores de la Escuela de París.

## Historia y arquitectura
En julio de 1971 se planteó la construcción de un nuevo museo de arte. Las obras del edificio comenzaron el 1 de agosto de 1974 y se completaron el 30 de junio de 1977; abrió sus puertas durante el mes siguiente. En julio de 2013 alcanzó diez millones de visitantes desde su inauguración. Desde entonces también ha recibido varios premios nacionales e internacionales por sus exposiciones y catálogos.
Los planos resultaron de una colaboración de Minoru Ota y el equipo arquitectónico del museo. El inmueble se ubica en un terreno de 19 470.6 metros cuadrados y posee un área construida de 5261.9 metros cuadrados, con una superficie total útil entre sus pisos de 9143.7 metros cuadrados. La estructura del está compuesta principalmente por hormigón armado y el techado está recubierto con asfalto impermeabilizado expuesto e incrustado. Consta de tres plantas y un nivel subterráneo, en total la altura hasta el alero alcanza los 19.7 metros. La superficie destinada a exhibiciones ocupa 2871.4 metros cuadrados. En los jardines del museo se exponen algunas esculturas modernas.

## Colección
El museo desarrolla su colección en cinco categorías: arte en Hokkaidō, arte japonés moderno, École de Paris, cristalería, y arte contemporáneo. Además, alberga colecciones especiales en categorías como grabados europeos, desde el Renacimiento hasta la era moderna. Cuenta con obras de artistas como Tamako Kataoka, Eien Iwahashi, Kinjiro Kida, Nissho Kanda o Jules Pascin. A fecha de marzo de 2024, el museo contaba con 6069 artículos.